# 가희4 -My Eggs Benedict-
《가희4 -My Eggs Benedict-》(일본어: 歌姫4 -My Eggs Benedict- 우타히메 포 마이 에그스 베네딕트[*])는 일본의 여가수 나카모리 아키나(中森明菜)의 열 번째 커버 음반으로 2015년 1월 28일에 발매하였다. (CD: UMCH-2017) 2010년 10월, 나카모리 아키나는 컨디션 불량을 이유로 무기한 활동중단을 선언한 뒤 5년 6개월만에 발매한 앨범이다. 또한 《가희3 ~종막》으로 《가희》 시리즈의 매듭을 지었다 알려졌으나, 이번 음반의 출시로 다시 《가희》 시리즈의 출시를 시작하였다. 그 동안 편곡을 전담하였던 작곡가 센주 아키라는 이번에 작업을 하지 않았다.
2015년 1월 28일, 오리콘 데일리 앨범 차트에서 3위를 기록, 2월 9일자 오리콘 주간 앨범 차트에서는 5위를 기록하였다.

## 수록곡
| #            | 제목 | 작사                       | 작곡            | 편곡          | 재생 시간 |
| ------------ | --- | -------------------------- | --------------- | ------------- | --------- |
| 1.           | 〈〈스탠더드 넘버〉(スタンダード・ナンバー 스탄다도 남바[*])〉 (원곡: 미나미 요시타카)                         | 마츠모토 다카시            | 미나미 요시타카 | 토리야마 유지 | 3:53      |
| 2.           | 〈〈한밤중의 도어 ~Stay With Me〉(真夜中のドア〜Stay With Me 마요나카노도아[*])〉 (원곡: 마츠바라 미키)        | 미우라 요시코              | 하야시 테츠지   | 토리야마 유지 | 4:40      |
| 3.           | 〈〈Lovers Again〉〉 (원곡: EXILE)                                                                             | 마츠오 키요시              | Jin Nakamura    | 토리야마 유지 | 5:10      |
| 4.           | 〈〈오랫동안〉(長い間 나가이아이다[*])〉 (원곡: Kiroro)                                                        | 타마시로 치하루            | 타마시로 치하루 | 토리야마 유지 | 5:41      |
| 5.           | 〈〈산딸나무〉(ハナミズキ 하나미즈키[*])〉 (원곡: 히토토 요)                                                   | 히토토 요                  | 마시코 타츠로   | 토리야마 유지 | 5:42      |
| 6.           | 〈〈사랑의 노래〉(愛のうた 아이노우타[*])〉 (원곡: 코다 쿠미)                                                  | 코다 쿠미, 모리모토 쿠스케 | 모리모토 쿠스케 | 토리야마 유지 | 4:54      |
| 7.           | 〈〈fragile〉〉 (원곡: Every Little Thing)                                                                     | 모치다 카오리              | 키쿠치 카즈히토 | 토리야마 유지 | 5:26      |
| 8.           | 〈〈입맞춤〉(接吻 셋푼[*])〉 (원곡: Every Little Thing)                                                        | 타지마 타카오              | 타지마 타카오   | 토리야마 유지 | 4:42      |
| 9.           | 〈〈그리고 난 어찌할 바를 몰라〉(そして僕は途方に暮れる 소시테보쿠와토호니쿠레루[*])〉 (원곡: 오사와 요시유키) | 긴이로 나츠오              | 오사와 요시유키 | 토리야마 유지 | 4:42      |
| 10.          | 〈〈부드러운 키스를 해 줘〉(やさしいキスをして 야사시이키스오시테[*])〉 (원곡: DREAMS COME TRUE)               | 요시다 미와                | 나카무라 마사토 | 토리야마 유지 | 3:31      |
| 11.          | 〈〈눈의 꽃〉(雪の華 유키노하나[*])〉 (원곡: 나카시마 미카)                                                    | Satomi                     | 마츠모토 료키   | 토리야마 유지 | 5:07      |
| 총 재생 시간 | 총 재생 시간                                                                                                   | 총 재생 시간               | 총 재생 시간    | 총 재생 시간  | 54:09     |